# 迪文·唐森德
迪文·唐森德（英語：Devin Garrett Townsend）是加拿大的一位著名的音乐家和音乐制作人。他曾是极端金属乐队Strapping Young Lad（1994-2006）的创始人，在乐队中担任主唱、吉他和词曲作者。除了这只乐队，迪文更著名更辉煌的是他的个人音乐生涯，他是一位才华横溢的独立金属音乐人。
高中时迪文的音乐才华便已斩露头角，陆续参加了几只金属乐队的演出后，1993年迪文被一音乐厂牌相中，获得了在Steve Vai的专辑<Sex & Religion>中担任主唱的机会。但是随着专辑的录制完毕并与Steve Vai的巡演结束之后，迪文逐渐感觉到他的才华在充满利益驱使的现代唱片工业中无法得以施展，不论是愤怒也好、失望也罢，这些压抑的情绪终于在他化名Strapping Young Lad（以下简称SYL）的个人专辑Heavy as a Really Heavy Thing中得到了一次爆发。在取得了初次的成功后，迪文迅速以SLY的名义组建了一只乐队，并在1997年发表了具有重要意义的专辑<City>。此后，SLY的三张专辑和他的个人作品都隶属于迪文的个人厂牌HevyDevy Records旗下。其中，迪文的个人专辑风格多样，融合了硬摇滚与前卫金属的元素，并得到了许多乐手和音乐人的大力支持。在2002年，他成立了 The Devin Townsend Band乐队，专注于录制并演出自己的个人专辑。
2007年，或许是感觉压力太大，迪文解散了SYL和The Devin Townsend Band，从繁忙的巡演中脱身，得以有更多的时间陪伴在家人身边。在经过两年的休整之后，迪文重装上阵，开始着手他“The Devin Townsend Project”四部曲的宏大计划。这四部曲由四张风格各异的专辑组成，前两张<Ki>和<Addicted>自成系列，均于 2009年发表。为了宣传自己的专辑，迪文于2010年完成了遍及澳大利亚和北美地区的巡演，并计划在2011年发行四部曲的后两张<Deconstruction>和<Ghost>。
迪文·唐森德招牌的重型多轨“音墙”式的制作风格，已经可以媲美著名音乐制作人Phil Spector和Frank Zappa。他专业而多变的唱腔横跨重型的嘶吼和歌剧式的吟唱，各种风格都能收放自如，歌词内容也十分多样化。迪文的音乐风格植根于金属，风格多样的专辑也展现了他人格的不同方面。